# Ernst Zitelmann
 Ikke at forveksle med Konrad Telmann.
Conrad Ernst Zitelmann (født 7. august 1852 i Stettin, død 25. november 1923 i Bonn) var en tysk jurist og digter.
Zitelmann blev Dr. jur. 1873, 1876 privatdocent i Göttingen, 1879 ekstraordinær professor sammesteds, samme år ordentlig professor i Rostock, 1881 i Halle a. S., 1884 i Bonn. Ved sin sjældne alsidighed, der også omfattede poesien, sin åndfulde, selvstændige og dybtgående tænkning, sin glimrende forfattervirksomhed hørte Zitelmann til Tysklands førende ånder i sin tid. Med forkærlighed dyrkede han selv den almindelige retslæres problemer fra et juridisk-psykologisk standpunkt — Begriff und Wesen der sogenannten juristischen Personen (1873), det grundlæggende Irrtum und Rechtsgeschäft (1879), Lücken im Recht (1903), Die Kunst der Gesetzgebung (1904), Ausschluss der Widerrechtlichkeit (1906) og andre arbejder —, og den positive rets dogmatik behandlede han i Die Rechtsgeschäfte im Entwurf eines Bürgerlichen Gesetzbuches für das Deutsche Reich (I—II, 1889—90), Die Möglichkeit eines Weltrechts (1888, 2. aftryk 1916), Das Recht des Bürgerlichen Gesetzbuches. I. Allgemeiner Teil (1900), Zum Grenzstreit zwischen Reichs- und Landesrecht (1902) og andre. Med den mellemfolkelige Ret beskæftigede han sig i et af sine hovedværker, Internationales Privatrecht (I—II, 1897—1912), Luftschifffahrtsrecht (1909), Die Rechtsfragen der Luftfahrt (1914) og andre; spørgsmålet om den juridiske uddannelse drøftede han i forskellige meget debatterede skrifter og afhandlinger, Die Vorbildung der Juristen (1909) og andre. Til Verdenskrigslitteraturen bidrog Zitelmann blandt andet med Haben wir noch ein Völkerrecht? (1914), Das Schicksal Belgiens beim Friedensschluss (1915, 2. oplag 1917), Die Unvollkommenheit des Völkerrechts (1919) og andre. En ikke ringe opsigt vakte Zitelmanns
rektoratstaler, Zwei Ansprachen an die Kaisersöhne in Bonn (1903). Sammen med Franz Bücheler udgav Zitelmann Das Recht von Gortyn (1885). En betydelig virksomhed udøvede Zitelmann som afgiver af responsa, blandt andet om de spørgsmål, hvortil kong Leopold II's død gav anledning. Efter Zitelmanns død udkom Digestenexegese (1925). Af hans skønlitterære arbejder skal fremhæves Gedichte (1881), Memento vivere (1894, 2. oplag 1900), Radierungen und Momentaufnahmen (1904, 5. oplag 1918) og Totentanz und Lebensreigen (1908, 2. oplag 1919).